# Hohoe
Hohoe – miasto w Ghanie w regionie Volta; 42 tys. mieszkańców (2007). Położone pomiędzy Jeziorem Wolta i granicą Togo, połączone drogą z miastami Kpandu i Ho w Ghanie oraz Kaplimé i Badou w Togo. Przemysł spożywczy.